# Alaszka közigazgatása
Az állam földrajzi adottságai miatt Alaszka közigazgatása jelentősen eltér az Amerikai Egyesült Államok többi tagállamáétól.
Alaszkában 18 borough található, amelyek nagyjából más államok megyéinek (county) felelnek meg. E közigazgatási egységek azonban az állam területének alig felét fedik csak le. A fennmaradó 836 088 km2-nyi terület – amely nagyobb, mint bármely más tagállam – az ún. Unorganized Borough közvetlenül az állami kormányzat irányítása alá tartozik. Az unorganized borough nincs kisebb közigazgatási egységekre osztva (erre utal az unorganized, vagyis 'szervezetlen'), de az 1980-as népszámlálás óta az Egyesült Államok Népszámlálási Hivatala és Alaszka állam statisztikai célokból 11 alegységet (census area) alakított ki benne.

## Az elnevezések magyarázata

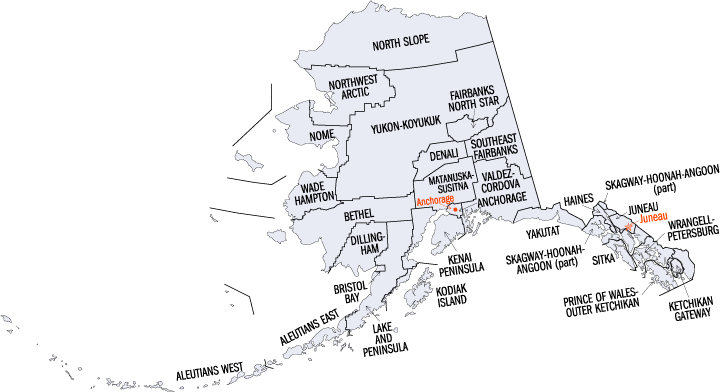
Alaszka közigazgatási (borough) és statisztikai (census area) egységei

Az Egyesült Államok más tagállamaiban háromszintű önkormányzat működik: county – city – township (nagyjából 'megye – város – kerület'), Alaszkában azonban csak két szintet: borough – city találunk.
Alaszka önkormányzatairól az alkotmány X. cikkelye rendelkezik, amelynek nyitómondata abban határozza meg az alaptörvény ezen részének célját, hogy a lehető legszélesebb körű önkormányzatiságot biztosítsa a lehető legkevesebb önkormányzati szerv fenntartásával. Ennek egyik lehetséges értelmezése az, hogy az alkotmányozók „a borough és a city hosszú távú kapcsolatát egy egyesített kormányzat fokozatos kialakulásaként fogták fel” (Alaska Legislative Council and the Local Affairs Agency: Final Report on Borough Government), vagyis szerintük ideális esetben az önkormányzatiságnak egyetlen szintje létezne. Az alkotmány önkormányzati rendelkezéseivel foglalkozó előkészítő bizottságban egyesek valóban felvetették ezt a lehetőséget, de régóta létező városok önrendelkezési jogának egyik napról a másikra való eltörlése komoly tiltakozásba ütközött volna.

### Borough
A borough szó legáltalánosabb jelentése az angolszász jogi nyelvben 'helyi kormányzati célokból megszervezett terület' (Black's Law Dictionary). Az Egyesült Államok más tagállamaiban (pl. New York, New Jersey, Connecticut) is használják a kifejezést, de itt kisebb településeket vagy nagyobb települések egyes részeit értik alatta, amelyek már a gyarmati időkben is rendelkeztek önálló, nagyobb egységekbe még nem szervezett kormányzattal. Az Országh-féle angol-magyar szótár a 'város; törvényhatóság' és 'választókerület' jelentéseket adja meg.
Alaszkában a terület állammá válása (1959) előtt csak városi önkormányzatok voltak, így az Alaszkai Alkotmányozó Gyűlés (Alaska Constitutional Convention) szabadon dönthetett a földrajzi és demográfiai adottságokhoz leginkább illő közigazgatási rendszerről. A gyűlés szándékai szerint a borough-nak „mind városi, mind vidéki igényeket szolgálnia kellett; mindenekelőtt olyan [kormányzati] feladatokért kellett felelősséget vállalnia, amelyek egy nagyobb területet, és nem csak egy behatárolt közösséget érintenek; és rugalmasnak is kellett lennie, formáját és jogosítványait a terület népességének és gazdaságának változásaihoz kellett igazítania”. (Thomas A. Morehouse, Victor Fisher: Borough Government in Alaska)
Az alkotmányozók ugyanakkor felismerték, hogy bármily rugalmas is legyen a borough-önkormányzat, a ritkán lakott területeken nem tudná ellátni a feladatait, sőt valószínűleg már megszervezése is akadályokba ütközne, ezért lehetővé tették unorganized ('szervezetlen') borough-k létrehozását, amelyekben az állam látja el az önkormányzat szerepét.
Az alkotmány önkormányzati rendelkezéseivel foglalkozó előkészítő bizottság a teljes önkormányzattal rendelkező és az állam által irányított borough-k mellett még egy a kettő közötti szinten állót is ajánlott, amelyben egyes tevékenységek az önkormányzat, mások az állam hatáskörébe tartoztak volna, ez azonban nem került bele az alaptörvény szövegébe.
Alaszka állam alkotmánya (X. cikkely 3. paragrafus) meglehetősen szabad kezet ad a törvényhozásnak e közigazgatási egységek határainak kijelölése és típusuk (organized / unorganized) meghatározása tekintetében. Csak azt köti ki, hogy kialakításuk során figyelembe kell venni a földrajzi és gazdasági viszonyokat, a közlekedési infrastruktúra kiépítettségét és a népesség eloszlását. Ennek a törvényhozói szabadságnak az eredménye, hogy bár az alkotmány lehetővé teszi több unorganized borough létrehozását, ezeket a területeket az állam egyetlen közigazgatási egységként kezeli. Az unorganzed borough további felosztása az alaszkai közélet egyik visszatérő vitatémája.
Annak idején a borough szó kiválasztása körül is vita alakult ki. Többen érveltek amellett, hogy a más tagállamok berendezkedésétől való különbségek ellenére a megszokott county elnevezést kellene használni – Morehouse és Fisher szerint annyiban igazuk volt, hogy „a szokatlan elnevezés nem segítette a fogalom elfogadását a lakosság körében”. A többség azonban úgy vélte, a county túlságosan határozott jelentéssel bír a jogrendszerben, ezért használata zavaró lenne. Egyesek még olyan lehetőségeket is felvetettek, mint a kanton, a provincia és a borough-hoz hasonlóan leginkább kerületnek fordítható division, de ezek egyikét sem vették komolyan fontolóra.

### City

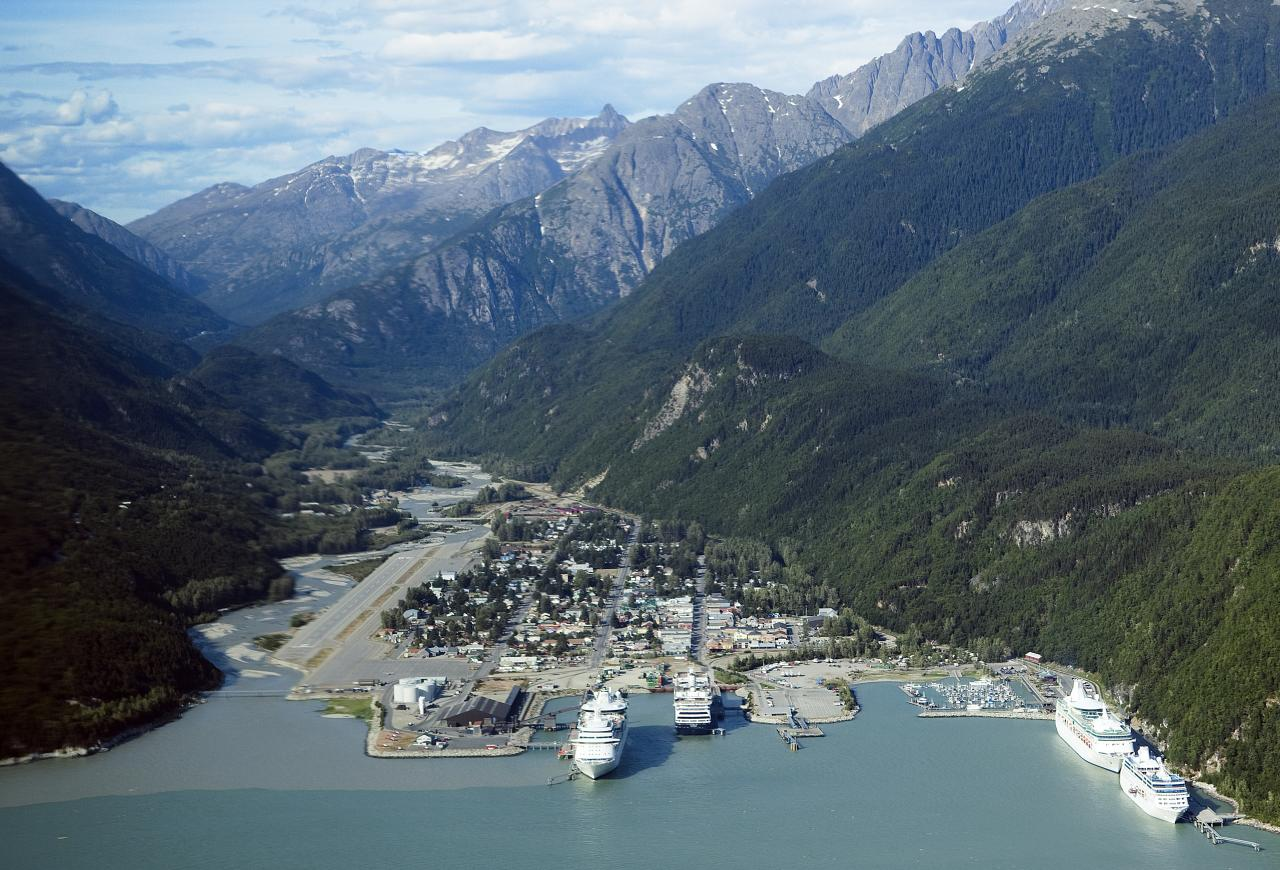
Az amerikai szövetségi törvények csak 1900-tól tették lehetővé városi önkormányzatok létrehozását Alaszkában; az első még abban az évben Skagwayben alakult meg.

Az alaszkai törvények csak abban az esetben teszik lehetővé egy új városi önkormányzat létrehozását, ha arra valóban szükség van. Amennyiben az állam úgy ítéli meg, hogy a kormányzati szolgáltatásokat a borough vagy egy a településhez közeli másik városi önkormányzat is megfelelő színvonalon tudja nyújtani, az új önkormányzat felállítását valószínűleg elutasítják. Egy az 1990-es években az állam önkormányzati politikáját vizsgáló bizottság szerint „a borough-k és a városok önkormányzatainak egyesítése támogatandó mindenhol, ahol ez lehetséges, hogy a szolgáltatások nyújtása hatékonyabb és költségkímélőbb legyen”. (Task Force on Governmental Roles)
Új városi önkormányzat felállítását a település lakosai vagy maga az állam kezdeményezheti. (A fent írtak alapján nem meglepő, hogy utóbbira még nem volt példa.) Az önkormányzattal rendelkező városokat két osztályba sorolják:
- Első osztályú várossá (first class city) olyan település válhat, ahol legalább 400 állandó lakos él. A petíciót 50 állandó lakhellyel rendelkező szavazó korú állampolgárnak vagy a legutóbbi általános választáson a választókerületben szavazók 15 százalékának kell aláírnia (amelyikből több van).[2]
- Másodosztályú várossá (second class city) válás esetén a lakosság számára vonatkozóan nincs megkötés, a petíciót pedig 25 állandó lakhellyel rendelkező szavazó korú állampolgárnak vagy a legutóbbi általános választáson a választókerületben szavazók 15 százalékának kell aláírnia (amelyikből több van).[2]

Mind az első, mind a második osztályba tartozó városok lakosai saját alapító okiratot (charter) fogadhatnak el és helyi törvényhozást állíthatnak fel (home rule), utóbbiak azonban csak abban az esetben, ha területük meghaladja a 35 négyzetmérföldet (90,65 km2), állandó lakosságuk pedig a 3500 főt. Az alkotmány itt is nagy szabadságot biztosít: a helyi testületek törvényhozói hatalma mindenre kiterjed, amivel kapcsolatban az állam törvényei vagy a saját charterük nem korlátozta őket – más tagállamok alaptörvényei általában pontosan behatárolják a helyi törvényhozói hatalmat.
Az állam két tevékenységre kötelezi az összes önkormányzatot: választások rendezése és a kormányzati testületek összejöveteleinek rendszeres megtartása. Ezeken felül az unorganized borough-n belül az első osztályú városok, valamint a másodosztályú, de charterrel rendelkező (home rule) városok önkormányzatainak a következő feladatokat kell ellátnia: iskolakerület fenntartása, ingatlan-nyilvántartás vezetése, a földhasználati jogokkal kapcsolatos szabályozások és várostervezés. Az organized borough-kon belül a városok nem működtethetnek iskolakerületet, a további három tevékenység végzésének jogát pedig a borough kormányzata ruházhatja át rájuk.

### Consolidated city-borough-k létrehozása és más változások
Az állam új közigazgatásának alakuló éveiben a nagyobb városok lakói csak vonakodva fogadták el, hogy egyes jól szervezett és működő városi szolgáltatásokat egy magasabb szintű önkormányzati szerv veszi át, ezért mozgalom indult a két szint egységesítése érdekében. Az 1970-es években három ún. consolidated city-borough jött létre Juneau (1970. július 1.), Sitka (1971. december 2.) és Anchorage (1975. szeptember 15.). Az 1990-es években Yakutat (1992. szeptember 22.), a századforduló után pedig Wrangell (2008. június 1.) csatlakozott hozzájuk.
Haines városa 2002-ben egyesült Haines borough-val, de az új egység nem city-borough, hanem borough lett. 2007. június 20-án egy helyi népszavazás döntése alapján Skagway városa bizonyos körülötte fekvő területekkel egyesülve borough-vá alakult.

### Census area
Az 1980-as népszámlálásra az Egyesült Államok Népszámlálási Hivatala (U. S. Census Bureau) Alaszka állammal együttműködve 11 alegységet (census area, 'népszámlálási terület') hozott létre az unorganized borough-n belül.
A census area nem közigazgatási egység, csak statisztikai célokat szolgál. Alaszka állam azonban legalább egy esetben maga is mintegy önkormányzattal rendelkező területekként kezeli őket: Az Egyesült Államokban a szövetségi tulajdonban lévő földek után a helyi önkormányzatok nem szedhetnek ingatlanadót. Az így kieső bevételt a szövetségi kormány kompenzálja: Alaszkában a teljes kompenzációs összeget 1997 óta a népszámlálási területeknek megfelelően bontják szét, majd adják át az állam kormányának, amely a pénzt az egyes népszámlálási területeken belül a saját belátása szerint oszthatja tovább.

## Aborough-k listája
| Név                          | FIPS | Székhely    | Népesség (2010) | Terület (km²) | Népsűrűség (2010) | Térkép |
| ---------------------------- | ---- | ----------- | --------------- | ------------- | ----------------- | ------ |
| Aleutians East borough       | 013  | Sand Point  | 3141            | 18 083,14     | 0,17              |        |
| Anchorage municipality       | 020  | –           | 291 826         | 4415,1        | 66,1              |        |
| Bristol Bay borough          | 060  | Naknek      | 997             | 1304,94       | 0,76              |        |
| Denali borough               | 068  | Healy       | 1826            | 33 026        | 0,06              |        |
| Fairbanks North Star borough | 090  | Fairbanks   | 97 581          | 19 005,88     | 5,13              |        |
| Haines borough               | 100  | –           | 2508            | 6005,15       | 0,42              |        |
| Juneau city and borough      | 110  | –           | 31 275          | 6997,97       | 4,47              |        |
| Kenai Peninsula borough      | 122  | Soldotna    | 55 400          | 41 634,91     | 1,33              |        |
| Ketchikan Gateway borough    | 130  | Ketchikan   | 13 477          | 12 583,22     | 1,07              |        |
| Kodiak Island borough        | 150  | Kodiak      | 13 592          | 16 963,33     | 0,8               |        |
| Lake and Peninsula borough   | 164  | King Salmon | 1631            | 61 258,42     | 0,03              |        |
| Matanuska–Susitna borough    | 170  | Palmer      | 88 995          | 63 734,17     | 1,4               |        |
| North Slope borough          | 185  | Barrow      | 9430            | 229 720,06    | 0,04              |        |
| Northwest Arctic borough     | 188  | Kotzebue    | 7523            | 92 132,56     | 0,08              |        |
| Sitka city and borough       | 220  | –           | 8881            | 7434,15       | 1,19              |        |
| Skagway municipality         | 230  | –           | 968             | 1171,53       | 0,83              |        |
| Wrangell city and borough    | 275  | –           | 2369            | 6582,4        | 0,36              |        |
| Yakutat city and borough     | 282  | –           | 662             | 19 812,01     | 0,03              |        |

## Azunorganized boroughstatisztikai egységeinek(census area)listája
| Név                                 | FIPS | Legnépesebb település (2010) | Népesség (2010) | Terület (km²) | Népsűrűség (2010) | Térkép |
| ----------------------------------- | ---- | ---------------------------- | --------------- | ------------- | ----------------- | ------ |
| Unorganized Borough                 | –    | Bethel (6080 fő)             | 78 149          | 836 088,31    | 0,09              |        |
| Aleutians West census area          | 016  | Unalaska (4376 fő)           | 5561            | 11 370,77     | 0,49              |        |
| Bethel census area                  | 050  | Bethel (6080 fő)             | 17 013          | 105 075,82    | 0,16              |        |
| Dillingham census area              | 070  | Dillingham (2329 fő)         | 4847            | 48 092,92     | 0,1               |        |
| Hoonah–Angoon census area           | 105  | Hoonah (760 fő)              | 2150            | 19 489,45     | 0,11              |        |
| Nome census area                    | 180  | Nome (3598 fő)               | 9492            | 59 470,69     | 0,16              |        |
| Petersburg census area              | 195  | Petersburg (2948 fő)         | 3815            | 8500,29       | 0,45              |        |
| Prince of Wales – Hyder census area | 198  | Metlakatla (1405 fő)         | 5559            | 10 160,19     | 0,55              |        |
| Southeast Fairbanks census area     | 240  | Deltana (2251 fő)            | 7029            | 64 150,92     | 0,11              |        |
| Valdez–Cordova census area          | 261  | Valdez (3976 fő)             | 9636            | 88 680,88     | 0,11              |        |
| Wade Hampton census area            | 270  | Hooper Bay (1093 fő)         | 7459            | 44 240,7      | 0,17              |        |
| Yukon–Koyukuk census area           | 290  | Fort Yukon (583 fő)          | 5588            | 376 855,68    | 0,01              |        |